# ʿUrūq Banī Maʿārid
ʿUrūq Banī Maʿārid (arabisch عروق بني معارض, DMG ʿUrūq Banī Maʿāriḍ) ist ein Wildreservat in Saudi-Arabien. Das 12.765 Quadratkilometer große Gebiet liegt im westlichen Teil der Rub al-Chali, der größten Sandwüste der Welt. Es ist durch ein ausgedehntes Dünensystem charakterisiert und bietet eine größere biologische Vielfalt als jeder andere Teil der Rub al-Chali.
Die vielfältigen Ökosysteme des Reservats bieten wichtige Lebensräume für endemische Pflanzenarten wie Steppenraute, Athumum, Akazien, Bananenstauden, al-Ghadha- (Haloxylon persicum), Tarf- und Uschrbäume. Es ist auch die Heimat gefährdeter Tiere, die sich an das Überleben in einer der rauesten Umgebungen der Welt angepasst haben, darunter die weltweit einzige frei lebende Herde Arabischer Oryx. Auch Wolf, Sandkatze, Sandfuchs, Sandgazelle, Arabische Berggazelle und Streifenhyäne sowie mehr als hundert Vogelarten sind in dem Gebiet beheimatet. Das Gebiet bietet darüber hinaus einen ausgezeichneten und gut mit Sauerstoff versorgten Lebensraum für im Sand lebende wirbellose Tiere und Reptilien.
Das Naturreservat wurde auf der 45. Sitzung des Welterbekomitees in die Liste der Welterbestätten aufgenommen. Es ist das erste Weltnaturerbe in Saudi-Arabien. Verwaltet wird das 1995 unter Schutz gestellte Gebiet vom National Center for Wildlife.

## Flora
Aufgrund der höchsten bekannten Vielfalt an Pflanzenarten und das Vorhandensein von endemischen arabischen Taxa in der Rub al-Chali ist ʿUrūq Banī Maʿārid eine sogenannte Important Plant Area.
Das Gebiet gliedert sich in drei große topografische Zonen:
- Kalksteinplateau
- Sanddünen
- Zwischendünenkorridore

### Kalksteinplateau
Weite Teile des Plateaus sind kahl, nach Regenfällen treten jedoch in einigen Gebieten Vegetationsflecken auf. In den Wadis und sandigen Ebenen überwiegt eine spärliche Akazienvegetation mit Schirmakazien (Acacia tortilis), Acacia oerfota, Acacia ehrenbergiana und Acacia hamulosa. Andere Baumarten in den Wadis sind Syrischer Christusdorn (Ziziphus spina-christi) und Maerua crassifolia sowie einzelne Bestände des Echten Bennußbaum (Moringa peregrina) und Myrrhenbaum (Commiphora myrrha). In Gebieten der Hochebene finden sich die Straucharten Leptadenia pyrotechnica, Al-Ghadha-Strauch (Haloxylon salicornicum), Meerträubel (Ephedra foliata) und krautige Arten wie Haplophyllum tuberculatum, Dipterygium glaucum, Leucas inflata, Fagonia indica, Limeum arabicum und Burzeldorne (Tribulus macropterus) sowie mehrjährige Grasarten wie Panicum turgidum.

### Sanddünen
Die parallel verlaufenden hohen Sanddünen, die etwa 60 % des ʿUrūq Banī Maʿārid bedecken, stellen den größten pflanzlichen Lebensraum im Schutzgebiet dar. Die Pflanzengemeinschaften der roten Dünen sind typisch für den Rub al-Khali. Der holzige Strauch Calligonum crinitum besiedelt die instabilen Sandstandorte auf den Kämmen der hohen Dünen. Sie bilden eine Gemeinschaft aus sehr weit auseinander stehenden Sträuchern. An den unteren Hängen der Dünen findet sich eine spärliche krautige Gemeinschaft mit einer Reihe von Arten wie Cornulaca arabica, Limeum arabicum, Moltkiopsis ciliata, Kameltritt (Neurada procumbens), Dipterygium glaucum, Corbichonia decumbens, Tephrosia uniflora, Farsetia longisiliqua und Farsetia burtoniae. Häufige Gräser sind Panicum turgidum und Lasiurus scindicus sowie Centropodia fragilis und Stipagrostis drarii, die in den anderen Gebieten der Rub al-Chali nur selten auf den Dünen wachsen. In den Sanden dominieren Burzeldorne (Tribulus macropterus) und Cyperus macrorrhizus große Flächen innerhalb der spärlichen krautigen Gemeinschaften. Die letztgenannte Art, eine an Trockenheit angepasste Segge, ist einer der wichtigsten Biomasseproduzenten in der Rub al-Khali.

### Zwischendünenkorridore
Die Vegetation der Zwischendünenkorridore hat viele Gemeinsamkeiten mit der Vegetation des Kalksteinplateaus und der unteren Sanddünen. Auf den Sanden und Kiesen zwischen den roten Sanddünen ist die Vegetation sehr spärlich und verstreute Individuen von Acacia tortilis die vorherrschende Baumflora. In den Gebieten im Westen von ʿUrūq Banī Maʿārid besteht die Zwergstrauchschicht aus spärlich verteilten Haloxylon salicornicum zusammen mit holzigen krautigen Arten Dipterygium glaucum, Limeum arabicum, Fagonia indica und Tribulus macropterus sowie die Grasarten Panicum turgidum und Stipagrostis.

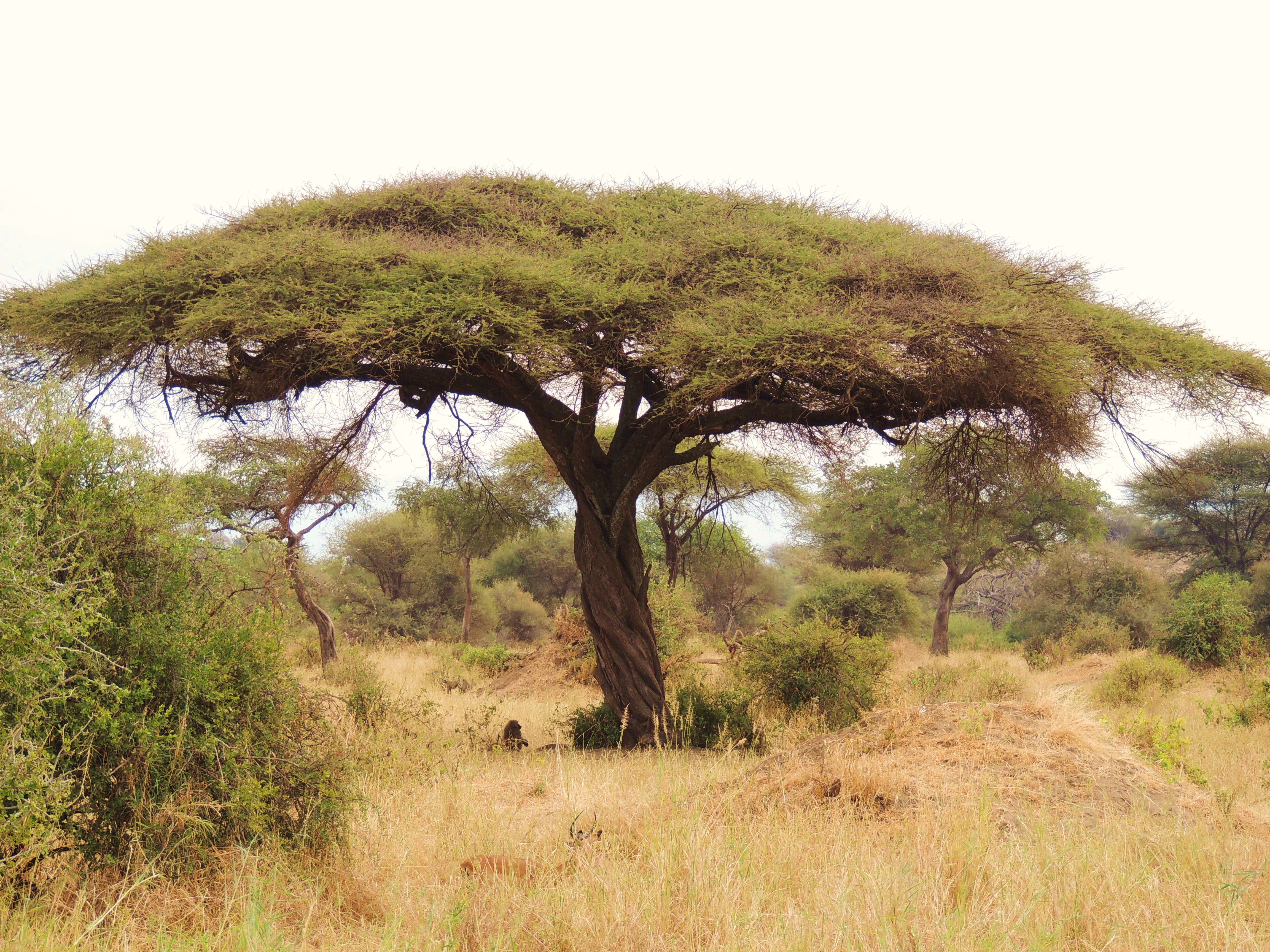
Vachellia (ex Acacia) tortilis
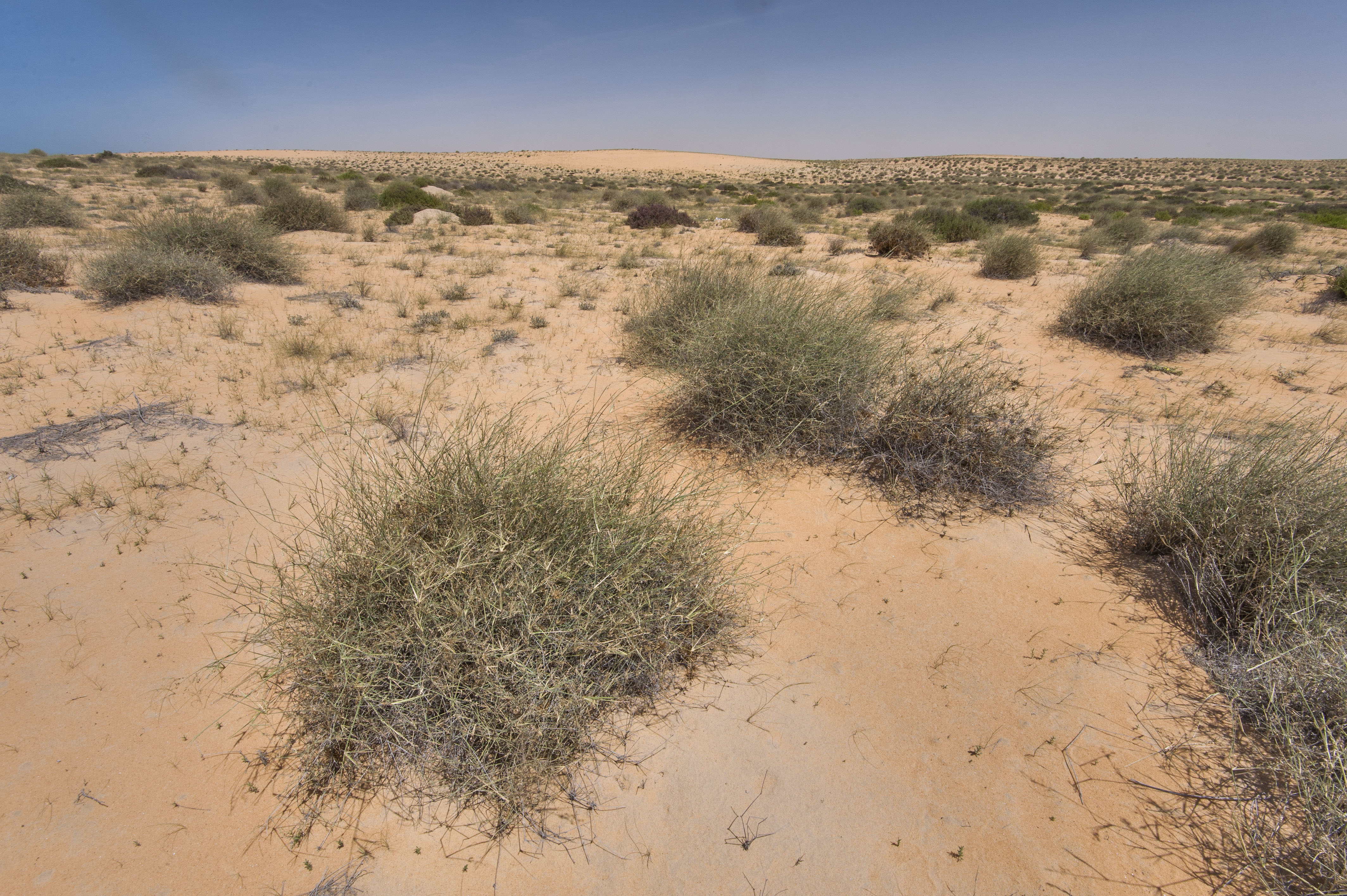
Panicum turgidum
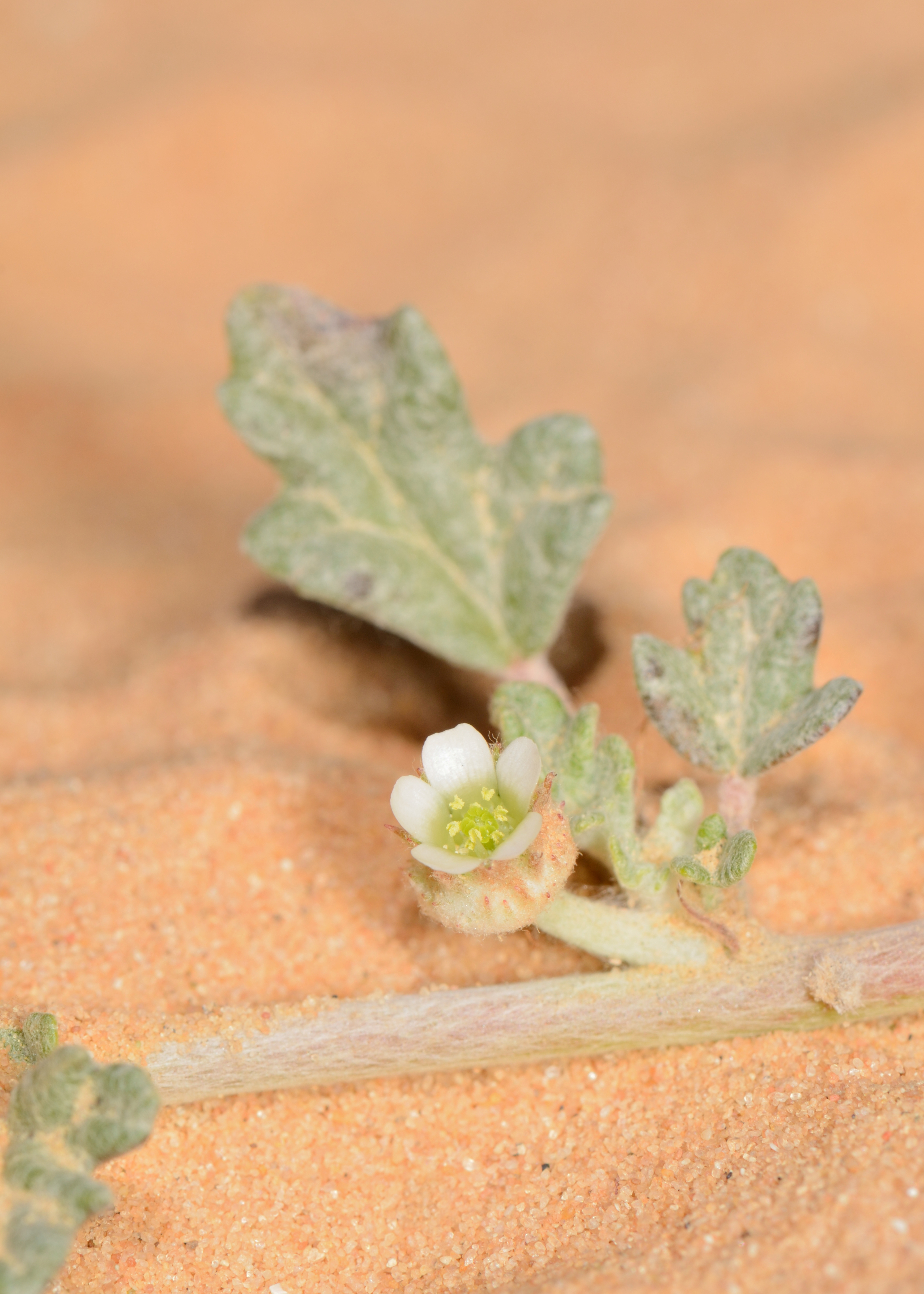
Neurada procumbens
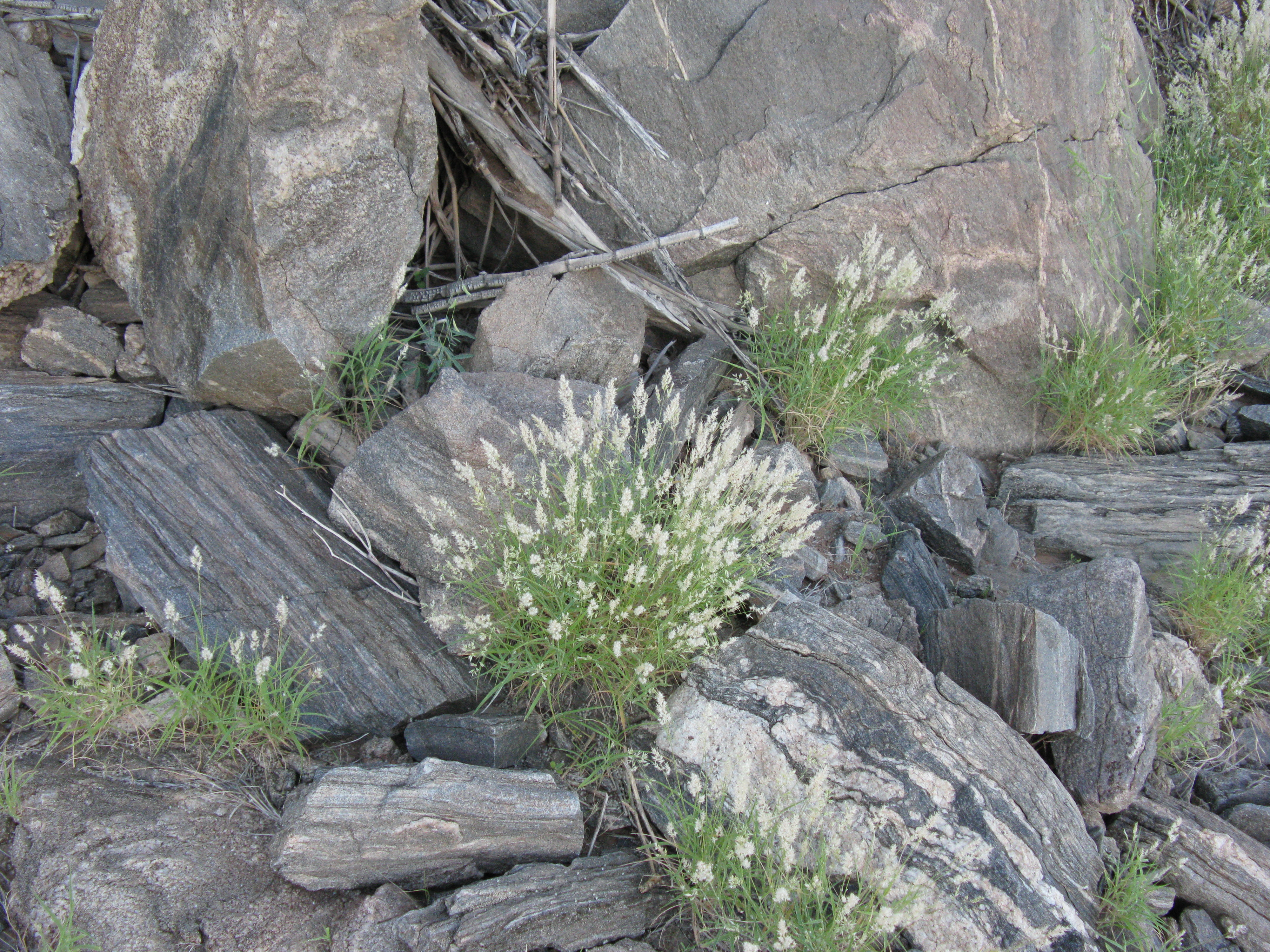
Stipagrostis obtusa
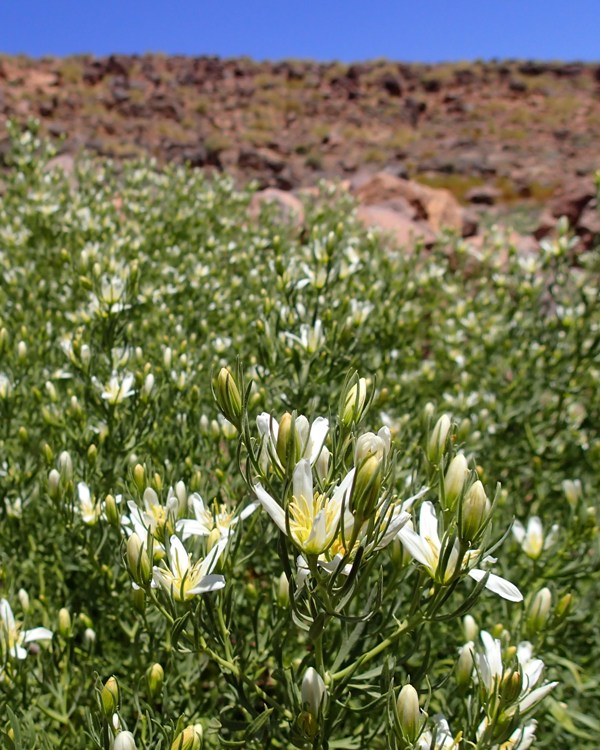
Peganum harmala

## Fauna
Die vielleicht bedeutendste Tierart im Schutzgebiet ist die Arabische Oryx (Oryx leucoryx), die 1995 zusammen mit der Arabischen Sandgazelle (Gazella subgutturosa marica) und der Berggazelle (Gazella gazella) erfolgreich in ʿUrūq Banī Maʿārid wieder angesiedelt wurden.
Andere bedeutende Säugetiere sind die Sandkatze (Felis margarita harrisoni), der Kaphase (Lepus capensis) und der Arabische Wolf (Canis lupus arabs). Unter den heimischen Vogelarten befinden sich Wüstenrabe (Corvus ruficollis), Sandrebhuhn (Ammoperdix heyi), Wüstengimpel (Bucanetes githagineus), Schmutzgeier (Neophron percnopterus) und Wüstenfalke (Falco pelegrinoides). Außerdem gibt es Populationen von weltweit bedrohten Vogelarten wie dem Ohrengeier (Torgos tracheliotus), der auf der Roten Liste der IUCN als gefährdet („vulnerable“) geführt wird.

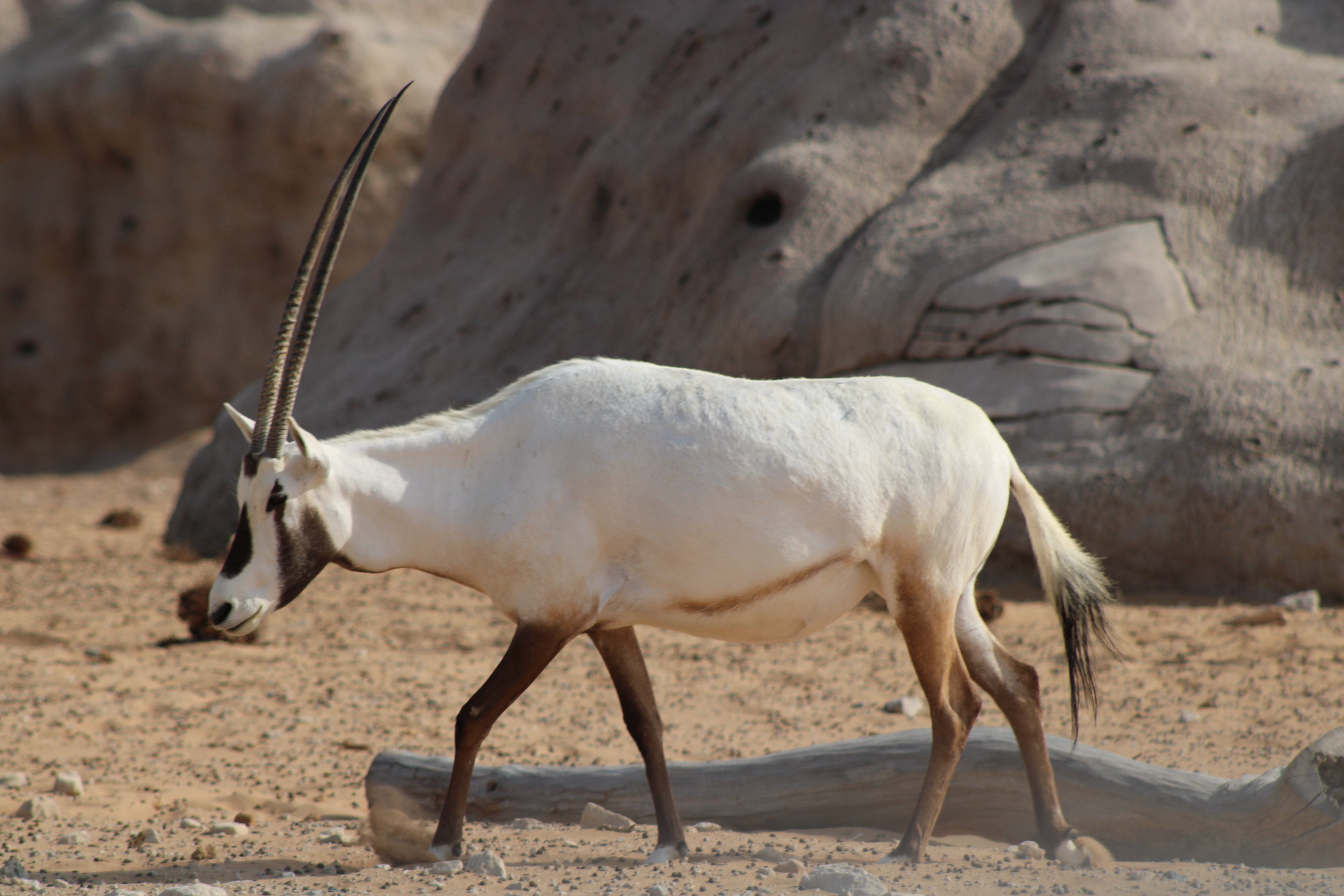
Arabische Oryx
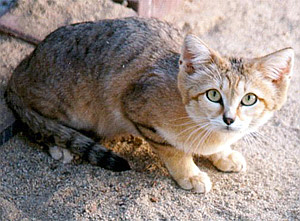
Sandkatze
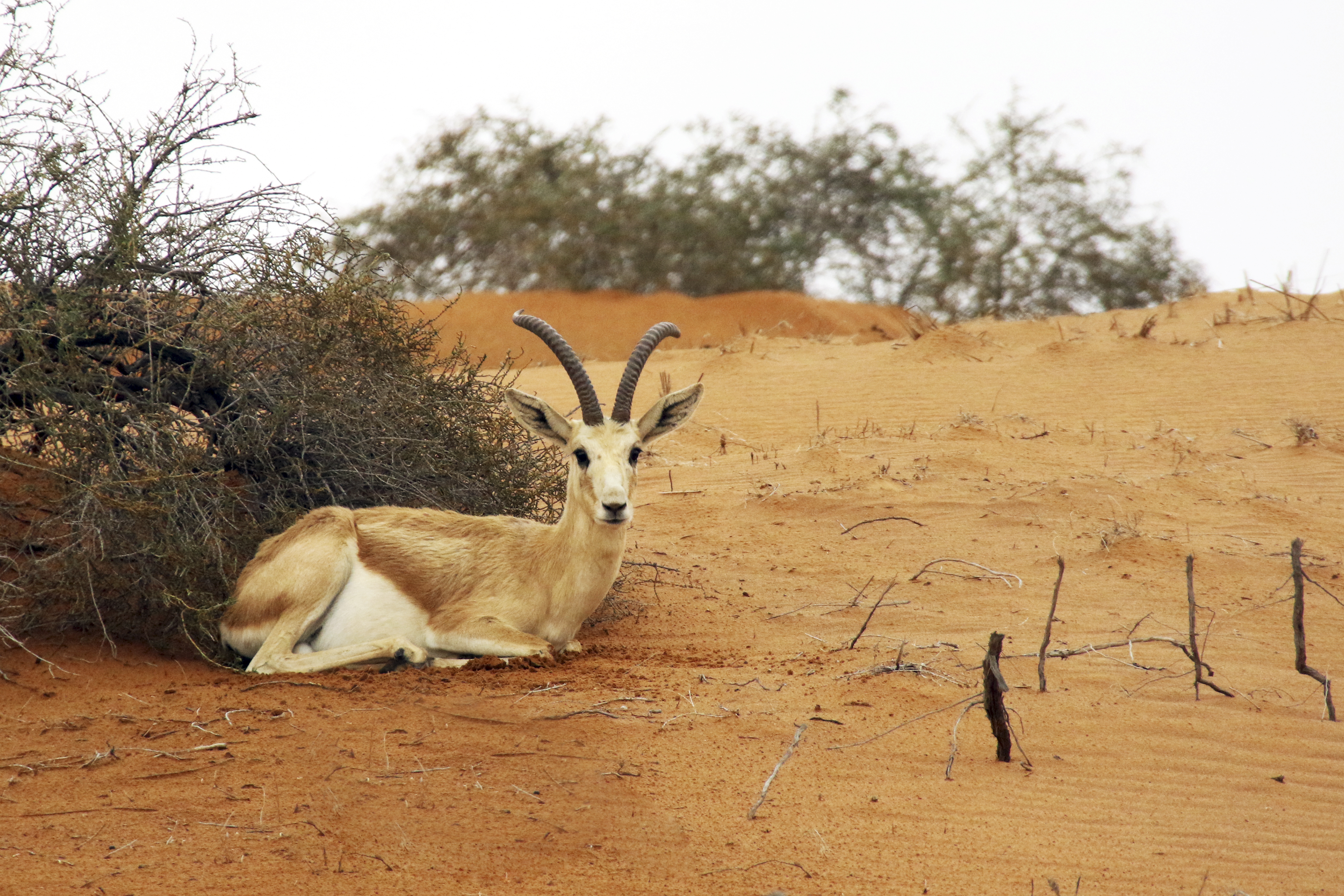
Sandgazelle
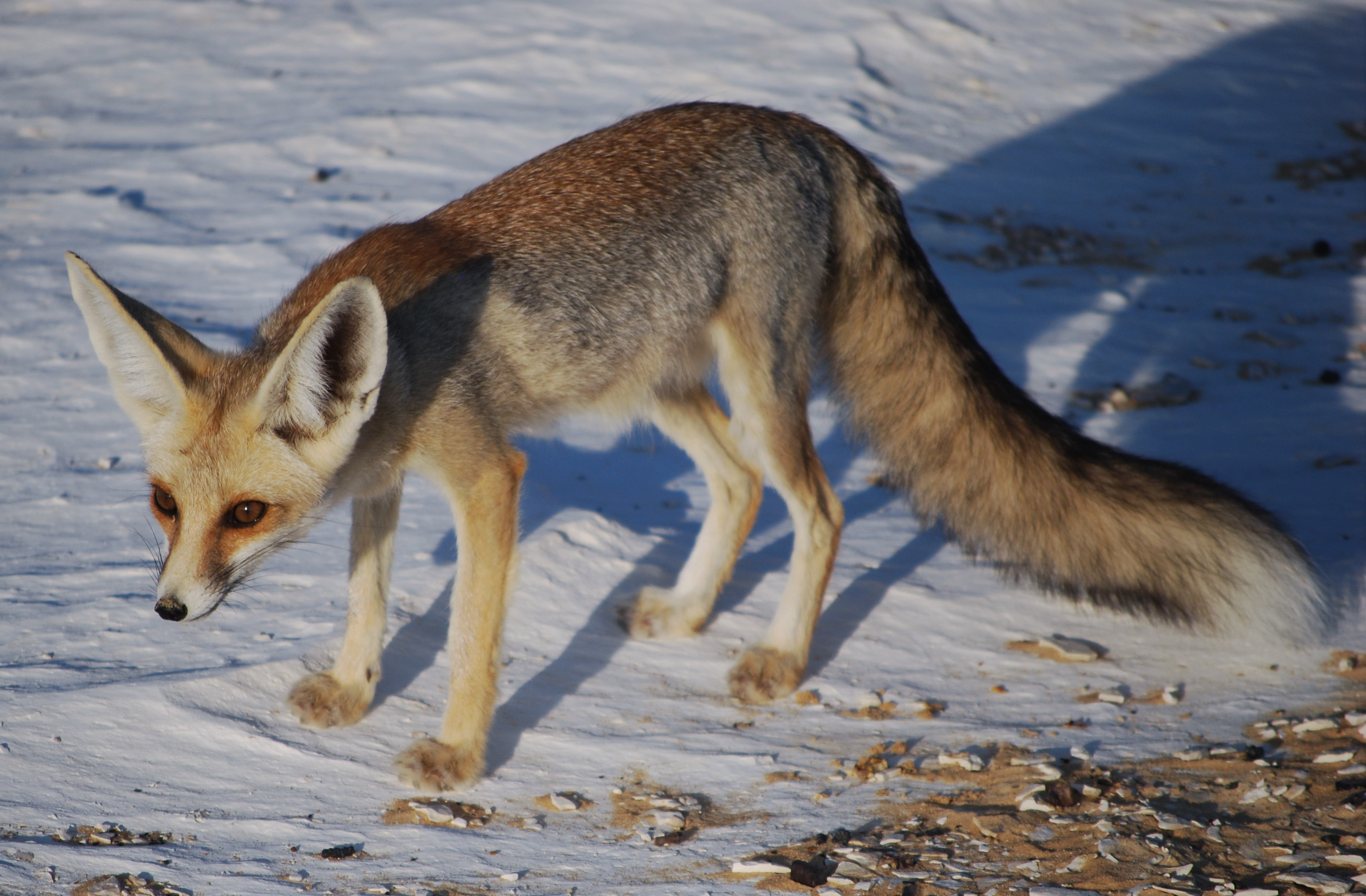
Sandfuchs
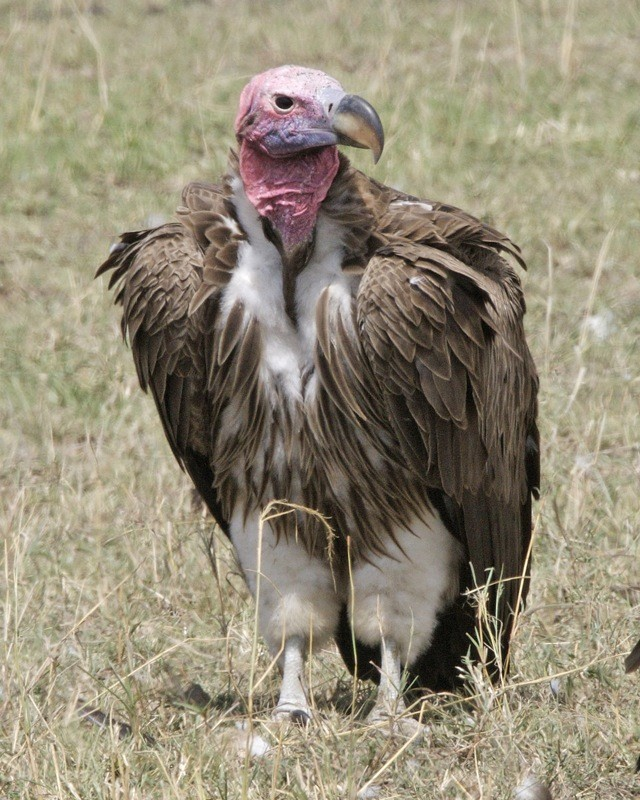
Ohrengeier